# کیتی پرویت
کیتی پرویت (به انگلیسی: Katie Pruitt) با نام کامل کاترین نیکول پرویت (به انگلیسی: Katherine Nicole Pruitt) (زاده ۴ مارس ۱۹۹۴) خواننده، ترانه‌سرا و تهیه‌کننده موسیقی آمریکایی است.